# Движение за социален хуманизъм
Движението за социален хуманизъм е лявоцентристка социалдемократическа политическа партия в България, подкрепяща доминираната от Българската социалистическа партия Коалиция за България.
Партията възниква през 1995 година като идейно течение в Българската социалдемократическа партия, оглавявано от нейния главен секретар Стефан Радославов, а след неговата смърт през 1996 година - от брат му Александър Радославов. През 2003 година става самостоятелна партия и се включва в Коалиция за България, с чиито листи получава депутатски мандати през 2005 и 2009 година. Александър Радославов е два пъти депутат в Народното събрание.
На 24.06.2021 година Цветан Миньовски е избран на Конгреса на партията за председател и оглавява ПП „Движение за социален хуманизъм“ на национално ниво.

На 13.09.2022 година чрез допълнително споразумение ПП „Движение за социален хуманизъм“ подкрепя отново за изборите коалицията на БСП.